# Shea Seals
Shea Brandon Seals (Tulsa, 26 agosto 1975) è un ex cestista e allenatore di pallacanestro statunitense, professionista nella NBA, in Francia e in Cina.

## Palmarès
- NCAA AP All-America Third Team (1997)
- Campione NBDL (2003)